# محمدصفر لفوتی
محمد صفر لفوتی متخلص به فریاد (زاده ۲۵ اردیبهشت ۱۳۶۰ در غرب مازندران «چالوس و نوشهر») روزنامه‌نگار و خبرنگار ایرانی است. وی در ۲۲ آذر ۱۳۹۰ به اتهام نشر کذب به قصد تشویش اذهان عمومی و تبلیغ علیه نظام جمهوری اسلامی ایران، توسط مأموران امنیتی اداره کل اطلاعات استان مازندران دستگیر و در دادگاه انقلاب حوزه غرب مازندران به ۵ سال حبس تعلیقی و ۵ سال محرومیت از فعالیت‌های مطبوعاتی، رسانه‌ای و تشکیلاتی محکوم شد.
شیرین عبادی، برنده جایزه صلح نوبل نیز صدور این حکم تأیید کرد و آن را از جمله موارد نقض حقوق بشر در حوزه کتاب  نویسندگان و روزنامه‌نگاران دانسته است.

## پیشینه
محمدصفر لفوتی، زاده چالوس است؛ اصل و نصب اجداد پدری وی به استان گیلان، شهرستان آستانه اشرفیه و روستاهای لفوت بالا و لفوت پایین، و مادری‌اش به استان مازندران و دهستان کلارستاق بزرگ و کلاردشت و روستاهای سنار علیا و دیمو، بر می‌گردد.
او نوه پسری صفر لفوتی، از نمایندگان مازندران در مجلس شورای ملی در حوزه انتخاباتی قائمشهر (شاهی)، فعال کارگری و نماینده منتخب کارگران معدن زغال‌سنگ شیرگاه مازندران، و نوه دختری محمدعلی خان تیرگرفاخری از شعرا، نویسندگان، عرفا و مالکان بزرگ کلارستاق مازندران است.
پدرش حیدر لفوتی، از کارمندان بازنشسته شرکت ملی پخش فرآورده‌های نفتی منطقه چالوس از افراد مورد وثوق منطقه بود. وی در فیلم تلویزیونی همان روز و فیلم سینمائی شکارچی شنبه نقش کوتاهی را ایفا نموده بود.
مادر محمد صفر، مهین تیرگرفاخری نوه پسری عباس تیرگرفاخری و نوه دختری حسن تیرگرفاخری می‌باشد که هر دو آن‌ها از مجتهدین، عرفا و شعرای زمان خود در کلارستاق مازندران بوده که از سوی عبدالکریم حائری یزدی و سید ابوالحسن اصفهانی به موجب حکمی ضمن رسیدن به درجه اجتهاد، مسئول رسیدگی به امور شرعی مردم منطقهٔ کلارستاق گردیدند.

## عضویت‌ها
لفوتی در خانه روزنامه‌نگاران جوان، انجمن صِنفی خبرنگاران و روزنامه‌نگاران ایران، خانه مطبوعات استان مازندران،اتحادیه آزاد کارگران ایران عضویت داشته و با سازمان گزارشگران بدون مرز و کانون دفاع از حقوق بشر در ایران همکاری می‌کرد و در مواردی نیز همکاری می‌کند.
نام محمد صفر لفوتی در کمپین‌های مختلف ازجمله: کمپین نه به حجاب اجباری،کمپین برابری زن و مرد، کارزار به خاطر صلح به چشم می‌خورد.
وی در انتخابات‌های ریاست جمهوری و مجلس شورای اسلامی از کاندیداهای اصلاح طلب مانند: اکبر هاشمی رفسنجانی، سید محمد خاتمی، مصطفی معین و میرحسین موسوی حمایت کرده است.

## فعالیت‌ها

### مطبوعات
محمد صفر لفوتی کار مطبوعاتی خود را در سِن ۱۵ سالگی و با همکاری در هفته‌نامه خانه و عضویت در مؤسسه خانه روزنامه‌نگاران جوان تحت مدیریت محمد رضا زائری آغاز کرد. او تاکنون در سمت‌ها و مسئولیت‌های گوناگون از جمله: صاحب امتیاز، مدیر مسئول، سردبیر، مدیر اجرائی، مدیر داخلی، عضو شورای نویسندگان، عضو هیئت تحریریه، نویسنده ثابت سرمقاله، نویسنده گزارش‌های تحلیلی و راهبردی سیاسی اجتماعی انتقادی، گزارشگر، عکاس و خبرنگار، سرپرست استان، سرپرست غرب استان و سرپرست شهرستان، مسئول روابط عمومی با نشریات و جزئیات گوناگونی باگستره توزیع سراسر ایران و نیز محلی شمال ایران و استان مازندران مانند: ایران جوان، امید جوان، راه زندگی، خانه و خانواده، آفتاب زندگی، توسعه، راه نو، اندیشه نو، روزان، آیت ماندگار، روزنامه‌نگار جوان، نور صدا دوربین حرکت، خانه، بشیر ورزشی، بشیر مازندران، قارن، کایر، ویشار، دیار سبز، پیک خزر، پیک سبز و… و همچنین خبرگزاری‌ها و پایگاه‌های خبری تحلیلی مختلف از جمله: هرانا، ره سانیوز، کلمه، جرس، آریانیوز، تابناک، باشگاه خبرنگاران، فرارو، پویش، بولتن نیوز، شلمچه نیوز، مازندنومه، حرف شمال، خزر۲۴، مازنی‌خبر، خزرنما، دریانیوز، مازندمجلس، مازندشورا، بلاغ و… همکاری داشته‌ و مدتی هم به عنوان اولین و آخرین سرپرست خانه روزنامه‌نگاران جوان دراستان مازندران، منصوب و فعالیت نموده است.

لفوتی با وجود اینکه فعالیت مطبوعاتی را در سنین نوجوانی و از ۱۵ سالگی آغاز نمود گزارش وی در خصوص به تاراج رفتن جنگل‌های شمال و اشغال سواحل مازندران توسط بخش دولتی و نیز دریافت رشوه توسط مأموران نیروی انتظامی در طرح برخورد با برداشت غیرقانونی شن و ماسه کناره رودخانه‌ها در هفته‌نامه سراسری امید جوان، و مقالات انتقادی وی از جمله: شکست طرح تثبیت قیمت‌های مجلس شورای اسلامی و انتظار مردم از رئیس‌جمهوری، نان آزادی و دیگر هیچ و مقاله معروف چرا مردم ایران احساس خستگی می‌کنند؟! و نیز مقالاتی در خصوص جشن‌های باستانی و فرهنگ و ملیت و مذهب، مشکل اشتغال و روز جوان، مبارزه با مفاسد اقتصادی، هزینه‌های گزاف سفرهای استانی رئیس‌جمهور، گروه فشار و جلوگیری از برگزاری کنسرت‌های موسیقی دارای مجوز، بهداشت ودرمان، راه و ترابری و جاده‌های غیراستاندارد، انرژی و برق و گاز و نفت، حقوق رئیس‌جمهور، طرح طبقه‌بندی مشاغل، آقازاده‌ها، دکتر مصدق، مشکلات معلولان و بیماران کلیوی، عملکرد استانداران و فرمانداران و شهرداران و شوراهای شهرو روستا، مشکلات ورزشکاران و گردشگران و سرمایه‌گذاران بخش خصوصی، آزادراه تهران شمال و تونل کندوان، مشکلات خبرنگاران و عدم آزادی بعد از بیان و قلم،
مسکن گواهی بر این ادعا هستند.
لفوتی به همراه یکی دیگر از همکاران رسانه‌ای خود در فروردین ماه سال۱۳۹۶ به دلیل افشای رسانه‌ای تخلف مالی و امحاء کردن اسناد زمین سه میلیارد تومانی توسط اعضای شورای چهارم شهر نوشهر برای بدهکار کردن شهرداری این شهر، که در آن منطقه به پرونده زمین نجومی معروف شد، با شکایت این اعضاء تحت تعقیب قضایی قرار گرفتند. که مورد اعتراض برخی شهروندان نوشهری و رسانه‌نگاران قرارگرفت. با توجه به ابعاد این پرونده اعضای شورای شهر نوشهر هیچ‌کدام موفق به ورود به شورای پنجم نشدند.
وی مردادماه سال۱۳۹۶ برای دریافت تندیس و لوح و جایزه جشنواره مطبوعات استان مازندران به عنوان مقام برتر بخش سرمقاله و یادداشت بر روی سکو رفته و جایزه خود را به روزنامه‌نگاران زندانی اهداء کرد.

### وب نگاری
لفوتی، وبلاگ فریاد۶۰ را سال ۱۳۸۲ راه‌اندازی کرد. مقالات و گزارش‌های انتقادی وی، در خصوص نظام جمهوری اسلامی و دولت‌های وقت آن و عملکرد مسئولان استان مازندران و شهرستان‌های توریستی چالوس و نوشهر و نیز سلسله مقالات راهبردی‌اش در خصوص تجزیه و تحلیل انتخابات‌ها و اعتراض به خرید و فروش آراء و اعلام بی‌کفایتی فرمانداران وقت چالوس و نوشهر در هشتمین انتخابات مجلس شورای اسلامی منجر به اعتراض فرماندار وقت شهرستان نوشهر گردید که توسط اداره اطلاعات شهرستان‌های چالوس و نوشهر احضار و مورد بازجوئی قرارگرفت

### دانشجویی
لفوتی درمهرماه سال ۱۳۸۶ اقدام به تأسیس مجموعه خوابگاه‌های خصوصی خودگردان زنجیره‌ای دانشجویی دخترانه و پسرانه قائم (عج) در شهرهای غرب استان مازندران نمود. نشریه اینترنتی جنبش نو نیز در نزدیکی روز دانشجو مصاحبه‌ای را با وی، به عنوان یک فعال جنبش دانشجویی و اولین مؤسس و پایه‌گذار خوابگاه‌های خصوصی خودگردان دانشجویی در شمال ایران، در خصوص جنبش دانشجویی ایران، انجام داد. 
در بهمن ماه سال ۱۳۸۷ نیز هفته‌نامه سراسری پیک سبز دربارهٔ خوابگاه‌های خصوصی و خودگردان دانشجویی و مشکلات موجود آن‌ها مصاحبه‌ای مفصل با وی انجام داد و در آن مصاحبه محمدصفر لفوتی علاوه بر انتقاد شدید از بخش دولتی و رئیس‌جمهور احمدی‌نژاد و وزارت علوم، تحقیقات و فناوری، سازمان میراث فرهنگی و گردشگری، استانداری مازندران و فرمانداری‌های شهرستان‌های گردشگری چالوس و نوشهر به جهت عدم حمایت واقعی از سرمایه‌گذاران بخش خصوصی، از دولت و مسئولان وقت خواستار ایجاد صنف و سندیکا و سازماندهی خوابگاه‌داران دانشجویی و مشخص نمودن ارگان دولتی متولی آن‌ها گردید، 

او در آن مصاحبه که انتقاد بسیار شدیدی نسبت به برخورد ناشایست و عملکرد فرماندار وقت شهرستان چالوس نمود، عنوان کرد:

 خطاب من به همه مسئولان است. جوان ایرانی برای همه کار مستعد است ولی مسئولان به این موضوع بی‌توجه اند. ما می‌خواهیم پشت همین خاکریز بمانیم! شما که می‌دانید آن طرف مارا بیشتر تحویل خواهندگرفت پس چرا ما را به آن سوی هل می‌دهید؟! آیا وقت آن نرسیده است چشم‌هایتان را بشوئید و به جوانان فعال وپویا وکارآفرین و دانشجویان و دانش پژوهان، طوری دیگر بنگرید؟ تاهمه فرصت‌ها از کف نرفته است و همه مغزهای ایرانی فرار نکرده‌اند، پشت پنجره بروید و به خیابان نظر کنید و جوانان بداقبال را که افسوس زود به پیری رسیده‌اند ببینید که بارساترین صدابه سخن درآمده‌اند! افسوس اگر بشنویدو ببینید و اگر همچون گذشته رندانه راه فرار به جلو را برنگزینید، افسوس و صد افسوس!
محمدصفر لفوتی در جریان انتخابات ریاست جمهوری سال ۱۳۸۸ پس از نطقی در جمع دانشجویان دختر و پسر و اعتراض به نحوه برگزاری انتخابات و درخواست برگزاری انتخابات آزاد در ایران، دستگیر و سپس در پایان تابستان سال۱۳۸۹ تمامی دفاتر خوابگاه‌های خصوصی و خودگردان زنجیره‌ای دانشجویی دخترانه و پسرانه قائم (عج) تحت مدیریتش در شهرهای غرب استان مازندران و دفتر کار مطبوعاتی‌اش نیز در شهرستان توریستی و گردشگری چالوس، تعطیل گردید.

### تمبر و تمبرشناسی
او از سن ۱۵ سالگی با عضویت در مؤسسه تمبر جهان و مؤسسه تمبر باقری شروع به جمع‌آوری مجموعه و کلکسیون تمبرهای اصیل ایران و دنیا نمود، که فعالیت چشمگیر وی در این عرصه فرهنگی باعث شد تا توسط انجمن تمبرشناسی ایران دعوت به همکاری گردد و در همان سال از طرف مجله، 'خانه وخانواده، به عنوان جوان نمونه انتخاب، معرفی و با وی در زمینه تمبر و مجموعه داری آن نیز مصاحبه‌ای انجام شد و یک سال بعد از آن نیز، در ۱۶ سالگی، انجمن دوستداران تمبر اصیل با مدیریت فریدون نوین فرحبخش، پدر تمبر ایران، از او به عنوان عضو انجمن، دعوت به همکاری نمود و در اولین همایش تمبرشناسی در ایران در ۲۹ اردیبهشت ۱۳۷۷ که به مناسبت روز جهانی میراث فرهنگی در کتابخانه و موزه ملی ملک وابسته به آستان قدس رضوی در تهران برگزار گردیده بود از وی به عنوان جوان‌ترین مجموعه‌دار و کلکسیونر تمبرهای اصیل ایران در آن وقت، تقدیر گردید.
او همچنین در سال ۱۳۷۷ ماهنامه تجربی تخصصی تمبر پست را تحت نظارت و مجوز خانه روزنامه‌نگاران جوان که تنها متولی نشریات تجربی در آن وقت بوده، به عنوان اولین نشریه تجربی تخصصی در خصوص تمبر و تمبرشناسی بعد از انقلاب در ایران، پایه‌گذاری و راه‌اندازی نمود و با راهنمایی‌های فراوان فریدون فرحبخش منتشر نمود. که بعد از انتشار شش شماره، همزمان با دستگیری محمدرضا زائری و تعطیلی و پلمب خانه روزنامه نگاران جوان، از ادامه انتشار نشریه تجربی تخصصی تمبر پست نیز با احضار او توسط رئیس وقت اداره فرهنگ و ارشاد اسلامی شهرستان چالوس، جلوگیری به عمل آمده و امتیاز این نشریه تجربی نیز لغو و توقیف دائم گردید.
علاوه براینکه در سال ۱۳۷۷ باهمکاری انجمن دوستداران تمبر اصیل، برای اولین بار در استان مازندران با مرکزیت شهرستان توریستی چالوس نمایشگاهی از تمبرهای اصیل ایران را برگزار نمود، به نمایشگاه‌های مختلف تمبر در ایران از جمله نمایشگاه تمبر در مهرماه ۱۳۷۹ که به مناسبت هشتمین کنگره اتحادیه جهانی پست آسیا و اقیانوسیه با حضور ۲۸ کشور عضو کنگره در محل موزه پست و تلگراف تهران برگزار گردیده بود نیز دعوت و شرکت نموده است.

### کارمندی و کارگری
او در مهرماه ۱۳۸۲ به عنوان کارمند یا کارگر قراردادی تحت پوشش پیمانکار بخش خصوصی در واحد معاونت فروش ناحیه مرکزی شرکت ملی پخش فرآورده‌های نفتی ایران در منطقه چالوس مشغول به کار شده و مدت ۸ سال و اندی در سمت کارمند ارشد فروش مکانیزه جایگاه‌ها و فروشندگی‌ها فعالیت داشته است.
ودر همان ابتدا نیزبا جمع نمودن تعدادی از همکاران جوان خود، اقدام به تأسیس شرکت تعاونی خدماتی پدیده جوانان نوشهر، نموده و به عنوان مدیرعامل و رئیس هیئت مدیره این شرکت تعاونی انتخاب می‌گردد.

سپس در انتخاباتی که توسط اداره کل شرکت ملی پخش فرآورده‌های نفتی غرب استان مازندران برگزار گردید، کارمندان و کارگران قراردادی، محمدصفر لفوتی را با بالاترین آراء، به عنوان نماینده منتخب خود جهت شرکت در جلسات نظام پیشنهاد (نظام مشارکت) انتخاب نمودند. .

تصویر بعد ازتصادف برروی تخت بیمارستان

محمدصفر لفوتی سه دوره پی در پی در انتخابات کارگری به عنوان نماینده برتر و منتخب حدود ۲۰۰ تن از کارگران قراردادی شرکت ملی پخش فرآورده‌های نفتی ایران در غرب استان مازندران منطقه چالوس انتخاب شد که به دلیل پیگیری مطالبات و مشکلات کارگران، پس از بحث و مشاجره فراوان، با پیمانکار مربوطه و راه‌اندازی تحصن اعتراضی کارگری در محیط انبار نفت شهید قاسم برزگر غرب مازندران، از شهریور ماه ۱۳۹۰ تا کنون تمامی حقوق و مزایای وی مسدود می‌باشد.

### تحصن‌ها
علاوه بر راه‌اندازی، مدیریت و شرکت در برخی از تحصن‌های اعتراضی کارگری، در هدایت مردم شهرستان‌های نوشهر، چالوس و کلاردشت و بخش‌های مرزن آباد و کجور و شهرهای هچیرود و صلاح الدین کلا و سیسنگان در هنگامه انتخابات ششمین دوره مجلس شورای اسلامی برای اعتراض به رد صلاحیت یدالله طاهرنژاد که از اعضای شورای مرکزی حزب کارگزاران سازندگی و خانهٔ احزاب ایران و نماینده مجلس پنجم می‌بود، به تحصن در مقابل ساختمان فرمانداری چالوس و پیشنهاد، برنامه‌ریزی و هدایت متحصنین به سمت تهران و برگزاری تحصن در مقابل درب شورای نگهبان و مجلس شورای اسلامی که با همکاری تنی چند از دیگر اعضای اصلی ستادی یدالله طاهرنژاد انجام گردید در عنفوان سنین جوانی نقش مؤثر و آشکاری داشته است.

## آدم‌ربایی
او در تابستان سال ۱۳۸۱ در سن بیست و یک سالگی به دنبال  انتشار سلسله مقالات انتقادی نسبت به مشکلات بهداشت و درمان در چالوس و نوشهر و عملکرد مسئولان مربوطه و نیز سنگ‌اندازی‌های به عمل آمده در خصوص نسب دستگاه سی تی اسکن بیمارستان آیت الله طالقانی چالوس و مصاحبه با افراد مختلف که منجر به برکناری مسئولان وقت بهداشت و درمان این شهر و نصب و افتتاح واحد سی تی اسکن بیمارستان آیة الله طالقانی شهرستان چالوس گردیده بود افرادی ناشناس وی را دزدیده و به محل نامعلومی انتقال دادند و پس از ضرب و شتم شدید، بدن نیمه جانش را شبانه در جلوی درب منزل پدری‌اش انداخته و گریختند که بعد از ۲۴ ساعت بستری در بیمارستان به منزل منتقل و مورد بازدید و ملاقات قشرهای مختلف مردم قرار گرفت که البته هیچ‌کدام از ارگان‌های امنیتی مسئولیت آن را بر عهده نگرفته‌اند.

## تهدیدها
لفوتی در آستانه فرارسیدن روزجهانی کار و کارگر سال ۱۳۹۱ با مراجعه به قاضی پالوج بازپرس وقت شعبه دوم دادیاری عمومی و انقلاب شهرستان چالوس و مدیران وقت اداره کل شرکت ملی پخش فراورده‌های نفتی غرب استان مازندران، پیگیر مطالبات و حقوق و مزایای مسدود شده‌اش و نیز وضعیت برگشت و ادامه کارش گردید، ولی نه تنها پاسخ قانع کننده‌ای دریافت ننمود بلکه تهدید به بازداشت مجدد و زندان شد.

## احضار، دستگیری و بازداشت
محمدصفر لفوتی، روی هم رفته ۳ بار بازداشت و بیش از ۵۰ بار احضار و مورد بازجوئی قرار گرفته است.
آخرین بار در روز ۲۲ آذرماه سال ۱۳۹۰ در ساعت ۱۲ ظهر طی یک تماس تلفنی از مسئول دفتر، مدیرکل شرکت ملی پخش فرآورده‌های نفتی ایران در غرب مازندران به بهانه گفتگوی مدیر کل جهت حل مشکلات ایشان با پیمانکار مربوطه، که به دلیل پیگیری مطالبات قانونی، مدت ۴ ماه حقوق و مزایای وی را به صورت غیرقانونی مسدود نموده بود، به دفتر مدیرکل مراجعه و هنگام خروج از ساختمان ستاد اصلی این اداره در چالوس واقع در خیابان امام خمینی بلوار امام رضا (ع) و درست در پیاده‌روی عمومی کنار خیابان اصلی مقابل آن، با هجوم و حمله‌ور شدن تعدادی مأموران لباس شخصی اداره کل وزارت اطلاعات استان مازندران و اداره اطلاعات شهرستان‌های چالوس و نوشهر به سمت وی، غافلگیر گردید، و به دلیل عدم نشان‌دادن کارت شناسائی یا دستور دادستان، با مقاومت وی روبرو شدند، که این مقاومت باعث شد تا در مقابل دید همکارانش و همین‌طور کسبه و شهروندانی که به دلیل مشاهده این درگیری در آنجا جمع شده بودند، با زور و اجبار و ضرب و شتم به او دستبند زده و سوار بر خودرو کنند. پس از تفتیش منزل مسکونی پدری‌اش و ضبط و توقیف رایانه، ماهواره، تلفن همراه، تعدادی سیم کارت و سی دی، کتب، جزوات و برخی لوازم شخصی‌اش، او را به مکانی نامعلوم انتقال می‌دهند و با اتهام نشر اکاذیب به قصد تشویش اذهان عمومی، اقدام علیه امنیت ملی و تبلیغ علیه نظام، مدت ۳۵ روز به صورت انفرادی در بازداشتگاه شهید کچوئی اداره اطلاعات استان مازندران واقع درشهرستان ساری بازداشت و تحت شکنجه سفید قرار گرفت و در ۲۷ دی ماه با قرار وثیقه پنجاه میلیون تومانی آزاد شد. وی پس از چندین ماه به دادگاه انقلاب حوزه غرب استان مازندران واقع در شهرستان تنکابن احضار و به ۵ سال حبس و زندان تعلیقی و ۵ سال محرومیت از فعالیت‌های حزبی و تشکیلاتی و نیز مطبوعاتی و رسانه‌ای محکوم شد.
شیرین عبادی، برنده جایزه صلح نوبل در گزارشی از وضعیت حقوق بشر در ایران، صدور این حکم را محکوم و آن را از جمله موارد نقض حقوق بشر در حوزه کتاب، مطبوعات، نویسندگان و روزنامه‌نگاران دانسته است.

## وضعیت فعلی
محمدصفر لفوتی بعد از رأی آوردن حسن روحانی به عنوان رئیس‌جمهور ایران، باوجود اینکه هنوز مدت دو سال از پنج سال حکم زندان تعلیقی‌اش باقی مانده، مجدد کار و حرفه رسانه‌ای خود را در حوزه روزنامه‌نگاری با همکاری در شورای نویسندگان و هیئت تحریریه چند نشریه سراسری آغاز نمود و طی این مدت نیز مقالاتی انتقادی و چالشی در خصوص تقلب در انتخابات شورای شهر سلمانشهر، انتقاد از وضعیت اسفناک پارک‌های جنگلی شمال کشور و تخریب منابع طبیعی، عدم مدیریت شهری اصولی در استان مازندران و شهرستان چالوس، انتقاد از عملکرد غیر مطلوب وزارت فرهنگ و ارشاد اسلامی، آزاد راه تهران شمال، تخریب میراث فرهنگی و آثار ملی، محیط زیست و همچنین مقالاتی در خصوص نارواداری مردم با یکدیگر و گزارش‌های تأثیرگذار دیگری در حوزه اجتماعی و فرهنگی و نیز سیاسی و مربوط به دهمین دوره از انتخابات مجلس شورای اسلامی و پنجمین دوره انتخابات مجلس خبرگان رهبری از وی منتشر و مورد استقبال دوستدارانش قرارگرفته است؛ ولی همچنان از کار اداری و دولتی خود در شرکت ملی پخش فرآورده‌های نفتی معلق و بلاتکلیف گردیده است.